# Сумасшедший (стихотворение)
«Сумасше́дший» — одно из самых известных стихотворений Алексея Николаевича Апухтина. Впервые опубликовано в журнале «Вестник Европы» в декабре 1890 года. Фрагмент стихотворения со слов «Да, васильки, васильки…» лёг в основу популярной народной песни в жанре жестокого романса.

## Сюжет стихотворения
Фабула стихотворения представляет собой монолог психически больного пациента, вообразившего себя королём, к которому в палату пришли родные (они же гости на приёме у короля). Оно начинается строкой: «Садитесь, я вам рад. Откиньте всякий страх». Его посетители — супруга больного и её брат, которых он то узнаёт, то принимает за иностранцев или подданных в зависимости от того, затуманен его рассудок или сознание проясняется. В начале посещения больной в момент кратковременной ремиссии начинает осознавать, что перед ним отнюдь не чужестранцы, а его жена Маша и шурин Коля. Характер его обращения с ними меняется с официального на интимно-задушевный. Беседуя с женой, больной вспоминает об их дочери Оле, после чего он с родительской нежностью говорит:
 Что наша Оля? Всё растёт? Здорова?

    О, Господи! Что дал бы я, чтоб снова

Расцеловать её, прижать к моей груди…

Ты приведёшь её?… Нет, нет, не приводи!

    Расплачется, пожалуй, не узнает,

Как, помнишь, было раз… А ты теперь о чём

Рыдаешь? Перестань! Ты видишь, молодцом

Я стал совсем, и доктор уверяет,

        Что это лёгкий рецидив,

Что скоро всё пройдет, что нужно лишь терпенье…

О да, я терпелив, я очень терпелив…
Воспоминания о любимой дочери пробудили в герое ворох разнородных мыслей и чувств, его сознание погружается в рефлексию: он осознаёт свою болезнь и не хочет обнаружить её перед дочкой, по которой очень скучает, но встречи с которой, тем не менее, избегает. Герой стремится вселить уверенность в плачущую Машу надеждой на благоприятный исход своего лечения. Одновременно его интересует этиология болезни, он задаётся вопросом: существует ли неотвратимость наследственного заболевания, которым страдали его дед и отец? Больной пытается припомнить начало своего психического недуга: «Как это началось?…», и ему это удаётся.
Особенно драматичным выглядит то обстоятельство, что самые счастливые воспоминания героя неотделимы от мучительных патологических эмоций. Светлые мысли об Оле уносят его к той поре, когда однажды в летний зной он с дочерью рвал васильки, преисполненный отцовского счастья. На фоне ощущения гармонии природы и полноты отцовских чувств лирического героя тогда внезапно поразил острый психический кризис. Теперь воспоминания о том счастливом и одновременно драматичном эпизоде вновь погрузили больного в пучину безумия, воспоминание о прежнем припадке переходит в новый припадок. Описанию воспоминаний героя посвящена знаменитая «лирическая вставка», начинающаяся со слов «Да, васильки, васильки…», она выделена другим стихотворным размером.
Завершается стихотворение описанием приступа патологической агрессии: в сознании больного героя гости, которых он только что вежливо принимал, предстают избалованными безнаказанностью подданными, над которыми он требует суровой расправы, его больничная палата отныне более не уютное «королевство», но жестокая тюрьма:
Однако что же вы сидите предо мной?

Как смеете смотреть вы дерзкими глазами?

Вы избалованы моею добротой,

Но всё же я король, и я расправлюсь с вами!

Довольно вам держать меня в плену, в тюрьме!

Для этого меня безумным вы признали…

Так я вам докажу, что я в своем уме:

Ты мне жена, а ты — ты брат её… Что, взяли?

Я справедлив, но строг. Ты будешь казнена.

Что, не понравилось? Бледнеешь от боязни?

Что делать, милая, недаром вся страна

Давно уж требует твоей позорной казни!
В конце концов больной «король» всё-таки решает, что, возможно, помилует своих «подданных», и велит «страже» выгнать непрошеных гостей.

## Литературный анализ произведения

### Метрика и строфика
Стихотворение полиметрично. Произведение открывает 41 строка вольного (разностопного) ямба с вольной рифмовкой. Затем идёт восемь катренов 3-стопного дактиля с перекрёстной рифмой (abab), мужские окончания чередуются с женскими. Финал стихотворения — 20 строк вновь вольного ямба. Всего девяносто три строки.
Для индивидуализации речевой характеристики своего героя Апухтин оформил центральную часть стихотворения отдельным стихотворным размером. Таким образом было подчёркнуто несовпадение сознания главного героя с авторским сознанием. Исследователи отмечают, что подобный приём был характерным для так называемых сказовых стихотворных произведений. Они включали в себя несколько «голосов». Подобная полифония была применена внутри единого стихотворного монолога в качестве средства передачи спутанного, изменчивого сознания больного. Вольный ямб первой и заключительной строфы прерывается трёхстопным дактилем (так называемая лирическая вставка — «Да, васильки, васильки…»). По М. Л. Гаспарову, полиметрия «Сумасшедшего» напоминает классическую полиметрию XVIII века, где «один размер ощущается как общий фон, другие выделяют внутренние вставные куски или, наоборот, внешнее обрамление»; в этом тексте «лирическое воспоминание „Да, васильки, васильки…“ [выделено] 3-ст. дактилем на фоне бредового вольного ямба».

### Жанровые особенности
Стихотворение написано в традициях реалистической литературы и построено как внутренний драматический монолог. Элементы риторики и декламации, заложенные в произведении, делали его удобным для актёрского исполнения, рассчитанным на аудиовизуальное восприятие. «Обилие прозаизмов, разговорная интонация, частые переносы из строки в строку, астрофическое построение стихотворения — самые различные средства поэт использует для того, чтобы текст был воспринят читателем как живая, взволнованная речь героя», — пишет современный исследователь М. В. Отрадин.
Исследователи определяют жанр стихотворения как сжатую стихотворную повесть или большое сюжетное стихотворение, оговаривая при этом маргинальность данного жанра. Но такая относительная маргинальность сохранялась лишь в XIX веке, в следующем столетии поэты с успехом использовали жанр малой поэмы, не называя при этом имя литературного предшественника. Таковы, по мнению писателя и литературоведа Вячеслава Киктенко, Арсений Тарковский, Давид Самойлов, Александр Кочетков, Василий Фёдоров.
Ещё одно жанровое определение стихотворения вводит П. А. Гапоненко: психологическая новелла в стихах. Такая новелла во многом связана с прозой, почвой для новеллы, по мнению исследователя, стала русская психологическая проза Ф. М. Достоевского. Стихотворение «Сумасшедший» непосредственно связано с традицией Достоевского, считает Гапоненко. Как и всё творчество Апухтина в целом, он относит это стихотворение к области «чистого искусства».

## Историко-критический анализ
Тему сумасшествия в литературе так или иначе затрагивали до Апухтина А. С. Пушкин, Н. В. Гоголь, А. И. Герцен. Во времена Апухтина об этом писали Лев Толстой, Всеволод Гаршин, Антон Чехов, Яков Полонский.
Произведение Апухтина тематически во многом перекликалось со стихотворением Я. П. Полонского «Сумасшедший». Начало апухтинского «Сумасшедшего» восходит к первым строчкам Полонского:

| Кто говорит, что я с ума сошёл?! Напротив… — я гостям радёшенек… Садитесь!… Как это вам не грех! неужели я зол! Не укушу — чего боитесь! Я. П. Полонский, «Сумасшедший», 1859 г. | Садитесь, я вам рад. Откиньте всякий страх И можете держать себя свободно, Я разрешаю вам. Вы знаете, на днях Я королём был избран всенародно… А. Н. Апухтин, «Сумасшедший», 1890 г. |
Но если у названных авторов, в частности, у Полонского, тема безумия рассматривалась большей частью в социальном аспекте, то у Апухтина мотив социальной несправедливости отсутствовал. Тем не менее, как указывает Е. М. Хмелевская, глубокая тоска затравленного, запуганного всеми литгероя в начале 1890-х годов воспринималась как жалоба и стон не только безумного человека:
Рвётся вся грудь от тоски…

Боже! Куда мне деваться?

Всё васильки, васильки…

Как они смеют смеяться?
Как пишет исследователь М. В. Отрадин, объяснение происходящему Апухтин находит не в столкновении роковых сил или в социальной дисгармонии, а в психологической, биологической области: «Виноват не рок, не жестокая жизнь, а дурная наследственность».

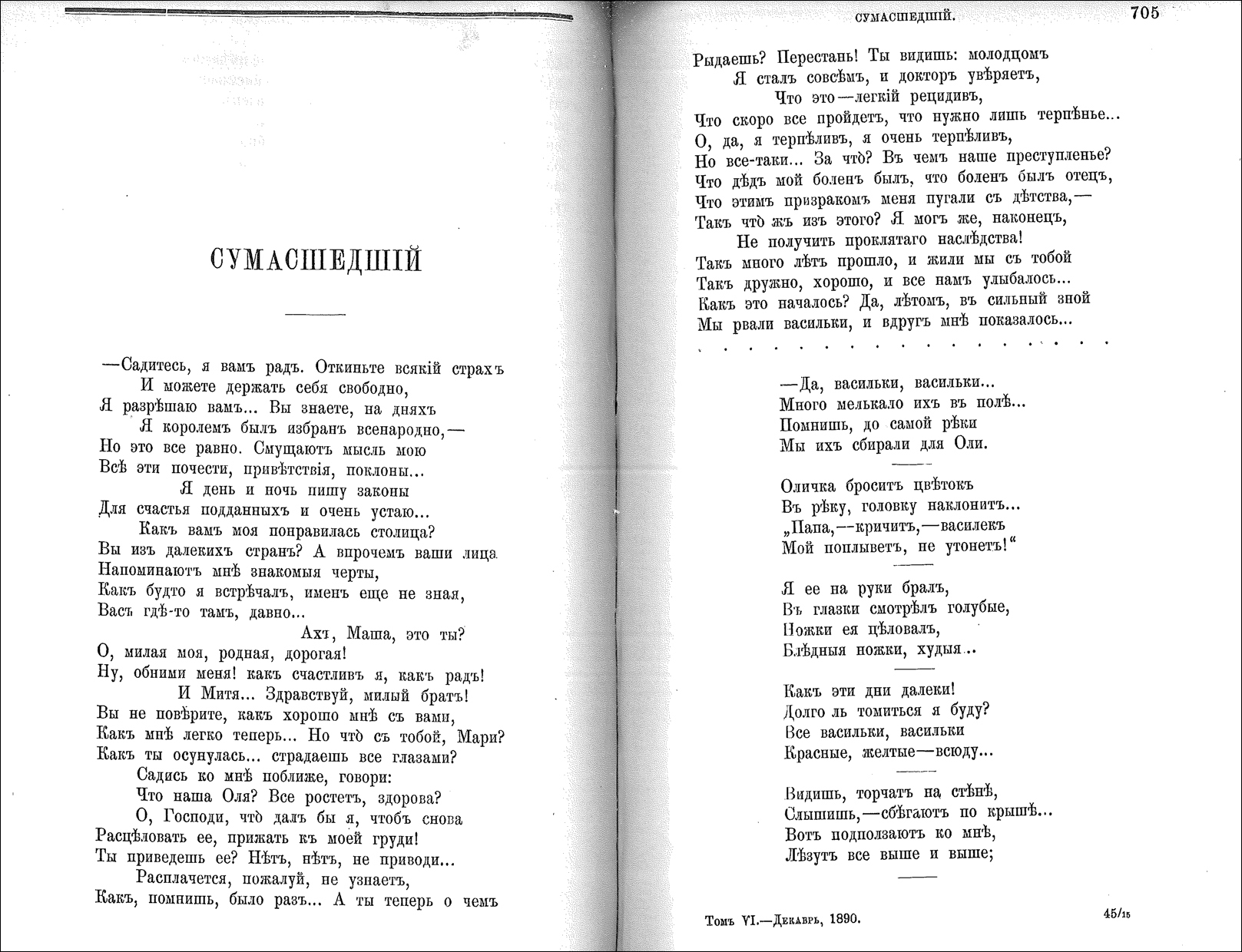
Первая публикация в «Вестнике Европы»…

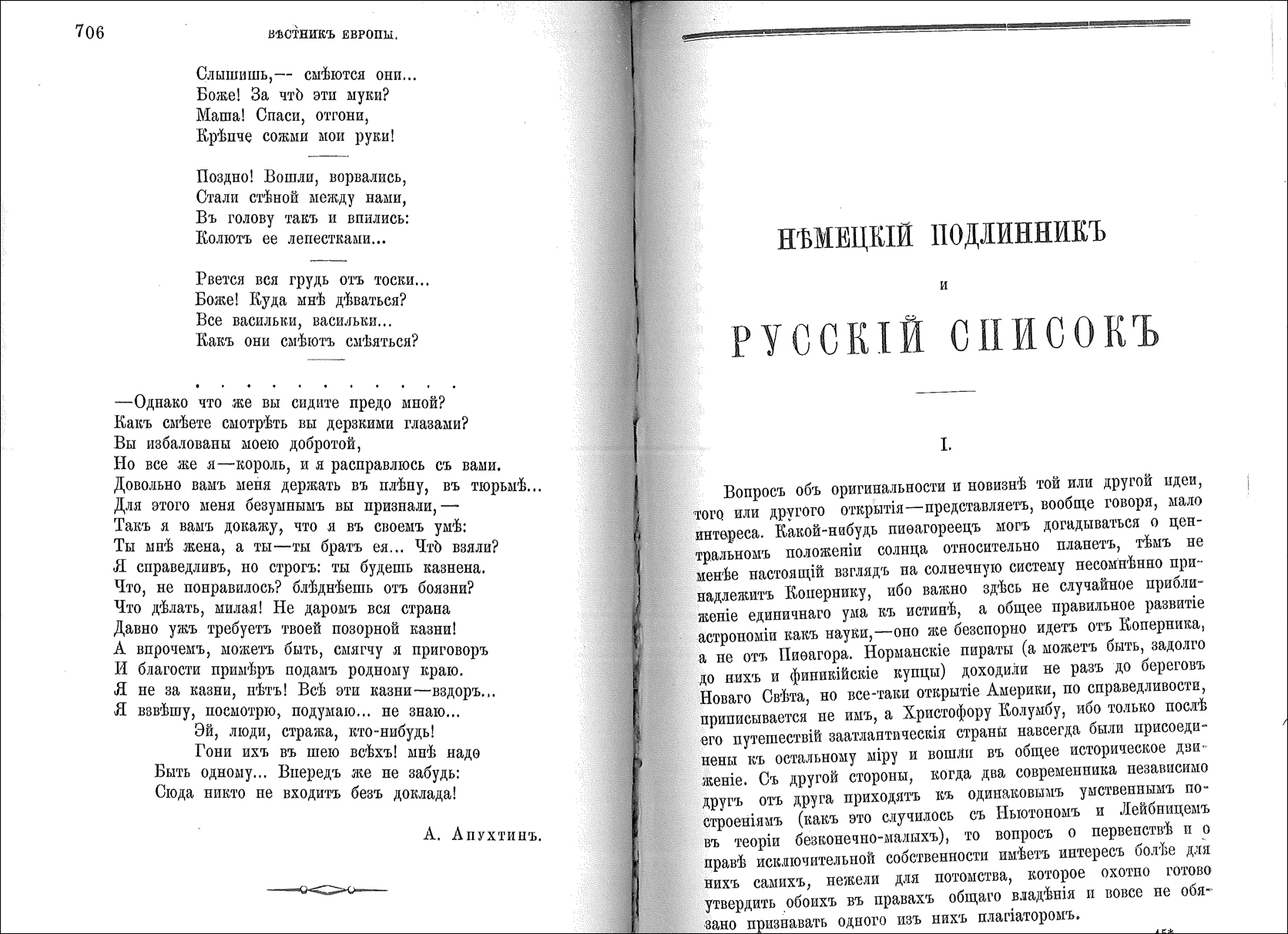
…рядом с работой философа Владимира Соловьёва

Стихотворение было переиздано в авторском сборнике в 1893 году незадолго до смерти Апухтина. Благодаря тому что оно попало в многочисленные издания литературно-художественных сборников «Чтец-декламатор» «для чтения в дивертисментах», «Сумасшедший» стал чрезвычайно популярным стихотворением как в эстрадном, так и в любительском репертуаре многих чтецов-исполнителей. Так, пользовалось популярностью исполнение стихотворения известным артистом Павлом Орленевым. Стихотворение было особенно популярно в среде поэтов-декадентов. Юный Александр Блок также любил читать «Сумасшедшего». В его экземпляре издания стихотворений Апухтина 1898 года заглавие «Сумасшедший» подчёркнуто. В письме к А. В. Гиппиусу 25 июля 1901 г. он писал так: «Придётся играть… сумасшедшего — в костюме и с Машей».
Среди тех, кто ценил исключительно литературную сторону произведения, в то время когда стала популярной песенная форма, был известный юрист и литературный ценитель А. Ф. Кони, называвший в 1921 году «Сумасшедшего», наряду с «Реквиемом», «Недостроенным памятником», «Годом в монастыре» и поэмой «Из бумаг прокурора» «глубоким по содержанию и превосходным по стиху».
Позднее советская критика отмечала безысходность, безрадостную, душу рвущую «апухтинскую нотку» стихотворения. Но, по мнению Н. П. Колосовой, «Сумасшедший» — это не то стихотворение, которое представляет собой готовую основу романса, как, например, классический романс на стихи Апухтина «Ночи безумные, ночи бессонные…». Стихотворение «Сумасшедший» можно назвать размеренно-прозаическим, с особой ритмической интонацией сюжетным повествованием для декламации.
Современные исследователи сходятся во мнении, что «Сумасшедший» принадлежит к числу наиболее совершенных стихотворений Алексея Апухтина. Среди современных публицистов есть также мнение о том, что основной темой стихотворения является не психическая патология, а биологическое вырождение. Эти рассуждения навеяны словами лирического героя: Но всё-таки… за что? В чём наше преступленье?.. / Что дед мой болен был, что болен был отец, / Что этим призраком меня пугали с детства, — / Так что ж из этого? Я мог же, наконец, / Не получить проклятого наследства.

### Стихотворение Апухтина и роман В. В. Набокова «Защита Лужина»
Как полагает литературовед С. В. Сакун, аллюзиям на стихотворение «Сумасшедший» отводится сложная роль в романе Владимира Набокова «Защита Лужина» (1929), главный герой которого шахматист Лужин сходит с ума. Шахматная линия в романе сплетается с музыкальной. В доме невесты Лужина первой, кто его встретил, была некая странная гостья:

престарелая княгиня Уманова, которую называли пиковой дамой (по известной опере) … <она> заключила из поспешного и невразумительного разъяснения хозяйки дома, что он имеет какое-то отношение к литературе, к журналам, — сочинитель, одним словом. «А вот это вы знаете? — спросила она, учтиво завязав литературный разговор. — Из новой поэзии… немного декадентское… что-то о васильках, „всё васильки, васильки…“» — В. В. Набоков, «Защита Лужина». Собр. соч. в 4-х томах. Т. 2. М., «Правда», 1990 г. Стр. 74
С. В. Сакун считает, что «этот, вполне невинный образ „учтивой“, престарелой княгини пронизан зловещими указаниями и предзнаменованиями для Лужина». Невольно, но настойчиво она развивает перед Лужиным тему безумия. Ведь и опера П. И. Чайковского «Пиковая дама» (Чайковский был другом А. Н. Апухтина) — также произведение о трагической судьбе игрока-Германна. Она была написана и поставлена в один год со стихотворением Апухтина — в 1890 году, хотя события романа развиваются в далёком от актуальности декадентства эмигрантском 1929 году. Сакун пишет: «И в этом столь тематически родственном роману стихотворении, васильки цветут пышным, но не вполне свойственным им цветом». Правда, в русском тексте романа указания на цвет васильков не было, но в английском переводе «Защиты Лужина» Набоков недвусмысленно указал английскому читателю, незнакомому с поэзией Апухтина, на красный и жёлтый цвет васильков: «And that thing, do you know it? <…> From Apukhtin — one of the new poets … slightly decadent … something about yellow and red cornflowers».
По мнению критика, следующее четверостишие является эмоционально-кульминационным, как эхом отдающимся «в последующих мучительных страстях сходящего с ума Лужина»:
Рвётся вся грудь от тоски…

Боже! Куда мне деваться?

Всё васильки, васильки…

Как они смеют смеяться?
Апухтинское стихотворение звучит в унисон и дополняет историю лужинской трагедии, по мнению С. В. Сакуна. Без понимания созвучия тем, близости мотивов, сходства психологических нюансов и художественных образов произведения Апухтина и романа «Защита Лужина» замысел Набокова не может быть до конца понят, роман нуждается в сопрочтении со стихотворением. Точки их соприкосновения состоят и в том, что сумасшедший Апухтина вообразил себя королём, а король, как пишет С. В. Сакун, — это тайная, но не реализованная страсть сходящего с ума гроссмейстера Лужина, которого литературовед Марк Лилли в каком-то смысле образно уподобляет королю на шахматной доске.
В целом аллюзию стихотворения Апухтина в романе В. В. Набокова С. В. Сакун называет достаточно скрытой, но усиленно-добавочной акцентуацией, дополнительно подтверждающей поражённое безумием сознание главного героя романа. Но Лужин, «в отличие от своего более агрессивного апухтинского „собрата“», не остался пациентом лечебницы, что может говорить, по мнению исследователя, «лишь о его более изощрённой хитрости, свойственной психическому больному, которая столь реалистично изображена в стихотворении и не столь явно выписана в романе».

### Другие отражения в литературе и кино
В автобиографической книге В. П. Катаева «Разбитая жизнь, или Волшебный рог Оберона»
в эпизоде посещения одесского кинематографа отец Валентина Катаева приводит сына в юнкерское училище на просмотр киноленты.

…И вот наступил день, когда мы с папой, поднявшись по холодной парадной лестнице юнкерского училища <…> очутились в громадном сводчатом коридоре, служившем одновременно и церковью, и столовой, и гимнастическим залом, и театром, где на маленькой сцене
раза два в год юнкера-любители, загримированные, переодетые, в накладных бородах, усах и париках, разыгрывали разные водевили вроде «Аз и Ферт», «Жених из долгового отделения», «Медведь» и «Предложение» Чехова и прочее, а также устраивались дивертисменты, где те же юнкера декламировали популярные стихи и монологи из «Чтеца-декламатора», например «Сумасшедший» Апухтина, начинавшийся обыкновенно с того, что юнкер-трагик, опираясь на спинку перевёрнутого перед ним стула, начинал фальшивым, дрожащим баритоном:

«Садитесь, я вам рад. Откиньте всякий страх и можете держать себя свободно, я разрешаю вам. Вы знаете, на днях, я королём был избран всенародно…»— Валентин Катаев, «Разбитая жизнь, или Волшебный рог Оберона». — М., Сов. писатель, 1983, стр.  183.
Тоской воспоминаний о детстве и матери проникнуты также слова писателя Анатолия Жигулина «В той песне было много боли. Про чёрный омут, вербы, тростники. Про васильки, которые для Лёли Вы собирали в поле у реки» из книги «Далёкий колокол», написанной в 1998 году. Правда в этом случае, как и в ряде других, читателям и зрителям приходится иметь дело не с аутентичным апухтинским текстом, а с суррогатным текстом фольклорной переработки, ставшим значительно популярнее оригинального стихотворения. Персонажи романа-идиллии Александра Чудакова «Ложится мгла на старые ступени» также распевают романс «Васильки, васильки».
В фильме Татьяны Лиозновой «Карнавал» персонаж-провинциалка Ирины Муравьёвой Нина Соломатина пытается прочитать «Сумасшедшего» перед приёмной комиссией в театральный институт (актёры Лидия Смирнова и Владимир Балашов).
Для придания впечатления «ненормальности» или чудаковатости того или иного персонажа мотив стихотворения Апухтина или народного романса использовался не только Набоковым. Так в неоконченной пьесе Александра Вампилова «Последний летний день» мотив мании величия обыгрывается в эпизоде слепого, просящего подаяние и поющего песню на стихи А. Н. Апухтина. В фильме Алексея Германа «Хрусталёв, машину!» в квартире Шишмарёвой присутствует необычный персонаж, считающийся крупным специалистом в области геронтологии, у которого по иронии судьбы недавно была выявлена крупная раковая опухоль. Этот врач с бутафорским венком на голове читает стихи Алексея Апухтина: «Да, васильки, васильки, много мелькало их в поле…».
Персонаж романа Анатолия Рыбакова «Дети Арбата», студент Савелий Кусков, находится пятый месяц в Бутырской тюрьме по нелепому обвинению в намерении бежать за границу только потому, что при обыске у него нашли двадцать восемь рублей серебром. Странный студент безоговорочно признал свою мнимую вину в государственном преступлении, а на вопрос, зачем признавался, флегматично отвечал: «А как докажешь?» После двух дней совместного пребывания с ним в камере «на Сашу <Панкратова, главного героя> он произвёл впечатление человека если не окончательно свихнувшегося, то уже тронутого. Часами лежал на койке молча, неподвижно, потом вдруг вскакивал, ходил, натыкаясь на кровати, тихонько напевал: „Всё васильки, васильки, много мелькает их в поле“. И это монотонное бормотание апухтинското стихотворения усиливало ощущение ненормальности».

## Народная песня
Всё стихотворение было положено на музыку для мелодекламации Н. В. Киршбаумом, но лишь часть его — фольклоризированная версия лирической вставки «Да, васильки, васильки…» с многочисленными вариациями, — получила широкое распространение как городской романс: «Ох, васильки, васильки…», «Всё васильки, васильки…», «Ах, васильки, васильки…», «Ой, васильки, васильки…» и так далее. Эта часть стихотворения со временем стала самостоятельным фольклорным произведением, отделившись от авторского.
Коллизии нового произведения мало повторяли сюжет А. Н. Апухтина. Более или менее неизменными остались лишь первые две строфы из лирической вставки. Полностью исчез мотив сумасшествия главного героя, вместо него появился типичный любовно-криминальный сюжет жестокого романса. По мнению А. Добрякова, фольклорно-песенная переработка настолько далеко увела произведение от оригинала, что можно говорить лишь о произвольном цитировании первоисточника.
Образ невинной девочки Оли, папиной дочки, трансформировался в образ девушки Оли (в некоторых вариантах Лёли), то коварной изменщицы (Нет не люблю я тебя, / быть я с тобой не мечтала), то легкомысленной и распутной (Оля играет тобой, / Так мне друзья сообщили. / Есть у ней милый другой <…> / Я умирал от тоски… / Ты отдавалась другому…), но во всех вариантах мотивация её неверности, или только подозрения в неверности является причиной кровавой развязки романса, где Оля погибает от кинжала своего ревнивого возлюбленного. На груди погубленной и утопленной девушки матросы находят непонятно откуда взявшуюся надпись: «Олю (~ Лёлю) любовь загубила (~ погубила)».
В некоторых вариантах песни есть более подробная мотивация: Не надо так сильно любить, / Не надо так сильно влюбляться./ Любовь не умеет шутить, / Любовь не умеет смеяться (~ а только кроваво смеяться); По мнению исследователей, строки Тот же, кто крепко любил, / Того и рука погубила отсылают романс к «Балладе Редингской тюрьмы» Оскара Уайльда.
По мнению С. Ю. Неклюдова, «вариантные изменения текста в устной традиции обычно минимальны в его начале и в наибольшей степени проявляются в его второй половине и в финале», что как раз наглядно демонстрирует пример с народной переработкой «Сумасшедшего». Помимо определения песни как городского романса существуют и другие жанровые определения, в частности, в качестве городской баллады, а также застольной или уличной песни, мещанского романса.
В советское время песня не получила официального признания, как, например, аналогичный романс «Окрасился месяц багрянцем», исполнявшийся Лидией Руслановой, тем не менее, песня оставалась популярной в любительском и даже в блатном репертуаре. Писатель Виктор Астафьев, сам в прошлом детдомовец, относил народный вариант песни «Васильки» к явлениям так называемого «альбомного искусства», иначе говоря, весьма упрощённого, примитивного, рассчитанного на неразвитые вкусы школьниц, «пэтэушниц» и детдомовских девочек: «Из стихотворения Апухтина „Сумасшедший“, но искажённый отрывок, обкатанный, подчинённый альбомному, превращённый в какую-то банальность для комнатного употребления. Искажено, измордовано прекраснейшее стихотворение… Умалишённый обращается к дочери своей, Оле, а выходит, что какой-то телеграфист на прогулке слюнявит ручку гимназистке…».
В 1978 году исполнитель неподцензурного русского шансона Аркадий Северный с ансамблем «Черноморская чайка» записал песню для своего шестого одесского альбома «Снова в Одессе». Кроме Аркадия Северного в эти годы романс также исполнял заслуженный артист России Анатолий Титов (один из его альбомов так и назывался «Ах васильки, васильки…») и некоторые другие исполнители. В постсоветское время записи песни стали более доступными.
Романс был переведён неизвестным автором на украинский язык.

### Публикации стихотворения
- Апухтин, А. Н. Сумасшедший. Стихотворение. // Вестник Европы. — 1890, декабрь, стр. 704—706;
- Апухтин, А. Н. Сумасшедший: Сцена-монолог в стихах в 1 д. : Ред. для сцены К. И. Ванченко / (Стих. Апухтина и др.). — М.: Литография Моск. театр. биб-ки С. Ф. Рассохина, ценз. 1898. — 16 с.;
- Апухтин, А. Н. Сочинения: Стихотворения; Проза. / Сост. и подг. текстов А. Ф. Захаркина. Вступ. ст. М. В. Отрадина. Прим. Р. А. Шацевой. — М.: Худож. лит., 1985. — С. 221—222;
- Апухтин, А. Н. Полное собрание стихотворений / Сост., подг. текста и прим. Р. А. Шацевой. Вступ. статья М. В. Отрадина. — Изд. третье. — Л.: Сов. писатель, 1991. — (Биб-ка поэта. Бол. серия).;
- Русские поэты. Антология русской поэзии в 6 т. — М.: Дет. лит., 1996;
- Золотой век. Антология русского романса. / Авт. предисл. и биогр. статей В. Калугин. — М.: Эксмо, 2006. — С. 906—910.